# Stenopogon bromleyi
Stenopogon bromleyi là một loài ruồi trong họ Asilidae. Stenopogon bromleyi được Wilcox miêu tả năm 1971. Loài này phân bố ở vùng Tân Bắc giới.